# مرکادرس (کائوکا)
مرکادرس (انگلیسی: Mercaderes, Cauca) نام شهری در کشور کلمبیا است.